# Авдан-Сирмы
Авда́н-Сирмы́ (Алдан-Сирмы, чув. Автанçырми) — деревня в Чебоксарском районе Чувашской Республики, входит в состав Шинерпосинского сельского поселения.

## География
Расстояние до столицы республики, города Чебоксары, составляет 18 км, до районного центра, посёлка Кугеси, — 6 км, до железнодорожной станции — 18 км. 
Часовой пояс
Деревня Авдан-Сирмы, как и вся Чувашская Республика, находится в часовой зоне МСК (московское время). Смещение применяемого времени относительно UTC составляет +3:00.

## История
По местному преданию деревня известна с XIII века в связи с переездом Алдуван-пика (предположительно — основателя селения) в местность Пухтель в Симбирском уезде. 

Жители — до 1866 года государственные крестьяне; занимались земледелием, животноводством, кулеткачеством. В 1935 году образован колхоз «Автан». В 1951 году в числе пяти деревень колхоз «Автан» вошёл в состав колхоза им. Сталина (центр — Большое Князь-Теняково, с 1959 года деревня — в колхозе «Гвардеец». 

По состоянию на 1 мая 1981 года населённые пункты Шинерпосинского сельского совета (в том числе деревня Авдан-Сирмы) — в составе колхоза «Гвардеец»:106.
Административно-территориальная принадлежность
В составе: Чебоксарской волости Чебоксарского уезда (до 1 октября 1927 года), Чебоксарского района:114. 

Сельские советы: Ильбешский (с 1 октября 1927 года), Шинерпосинский (с 14 июня 1954 года), Толиковский (с 11 июня 1955 года), Шинерпосинский (с 11 января 1960 года):114. С 1 января 2006 года деревня в составе Шинерпосинского сельского поселения. 

## Название
- От чувашского имени Алдуван[5].
- От слова «Автан» — «сурпан хӑми» (отвал деревянного плуга)[6][8].
- От чув. автан «петух» и ҫырма «овраг»[9].

Прежние названия
Алдан-Сирмы (1897), Алдан-Сирма (1907).

## Население
| 2010 | 2012 |
| ---- | ---- |
| 22   | ↗31  |

Согласно переписи населения 1897 года в деревне Алдан-Сирмы Чебоксарского уезда проживал 81 человек, чуваши.

В 1907 году население деревни Алдан-сирма составляло 87 человек, чуваши.

По данным Всероссийской переписи населения 2002 года в деревне проживали 23 человека, преобладающая национальность — чуваши (100%).

## Инфраструктура
Функционирует ОАО «Гвардеец»  (по состоянию на 2010 год).